# Аньцзэ
Аньцзэ́ (кит. упр. 安泽, пиньинь Ānzé) — уезд городского округа Линьфэнь провинции Шаньси (КНР).

## История
При империи Западная Хань на этих землях были созданы уезды Иши (瞸氏县) и Июань (毅远县). Во времена диктатуры Ван Мана уезд Июань был переименован в Ицзинь (毅近县), но при империи Восточная Хань было восстановлено прежнее название, а написание названия уезда Иши изменено на 猗氏县. При империи Западная Цзинь оба уезда были присоединены к уезду Сянлин (襄陵县).
К моменту основания империи Северная Вэй эти земли входили в состав уездов Сянлин и Циньчан (禽昌县). При империи Северная Вэй в 528 году из них на этих землях было выделено четыре уезда: Цзиши (冀氏县), Хэян (合阳县), Инин (义宁县) и Аньцзэ (安泽县).
При империи Северная Ци уезд Хэян был присоединён к уезду Цзиши. При империи Суй в 598 году уезд Инин был переименован в Хэчуань (和川县). В 606 году уезд Аньцзэ был переименован в Юэян (岳阳县). В 607 году уезд Хэчуань был присоединён к уезду Циньюань, но при империи Тан в 618 году выделен вновь.
При империи Сун в 1072 году уезд Хэчуань был присоединён к уезду Цзиши, но в 1086 году воссоздан.
При монгольской империи Юань в 1266 году уезд Цзиши был присоединён к уезду Юэян, но в 1267 году воссоздан, а затем уезды Юэян и Хэчуань были присоединены к уезду Цзиши. В 1293 году уезд Цзиши был переименован в Юэян.
После Синьхайской революции в связи с тем, что в провинции Хубэй был уезд с точно таким же названием, уезд Юэян был переименован в Аньцзэ.
В 1949 году был создан Специальный район Линьфэнь (临汾专区), и уезд вошёл в его состав. В 1954 году Специальный район Линьфэнь был объединён со Специальным районом Юньчэн (运城专区) в Специальный район Цзиньнань (晋南专区). В 1970 году Специальный район Цзиньнань был расформирован, а вместо него образованы Округ Линьфэнь (临汾地区) и Округ Юньчэн (运城地区); уезд вошёл в состав округа Линьфэнь. В 1971 году часть уезда Аньцзэ вошла в состав новосозданного уезда Гусянь.
В 2000 году постановлением Госсовета КНР округ Линьфэнь был преобразован в городской округ Линьфэнь.

## Административное деление
Уезд делится на 4 посёлка и 3 волости.